# 桧垣繁正
桧垣 繁正（ひがき しげまさ、1971年10月17日 - ）は、大阪府出身のプロゴルファー。
弟の桧垣豪もプロゴルファー。

## 来歴
小学生の頃から英会話、ピアノを習う傍ら、6年生の時に初めてクラブを握ると、箕面自由学園高校在学中に日本ジュニアの代表に選出される。
ゴルフの名門・近畿大学時代の1990年には兵庫県オープンで最終日に68をマークして藤池昇・一岡義典・奥田靖己と並んでの4位タイに入り、ベストアマを獲得。同年の報知アマを当時史上最年少の19歳11ヶ月で制覇したほか、1992年の日本学生では片山晋呉・宮本勝昌・横尾要の“三羽ガラス”を倒して圧勝する。
1994年にプロテストで一発合格し、1995年のダイドードリンコ静岡オープンでツアーデビュー。
1996年にはNST新潟オープンで板井榮一と並んでの10位タイに入り、NGAオープンでプロ初優勝を果たすと、1997年にはランク20位で初シードを獲得。
1997年のヨネックスオープンでは2日目にアウトで4バーディ・1ボギー、インではボギーなしの5バーディで64をマークして一気にトップに立った。2日目8アンダーで首位に立って迎えた3日目も走り続け、ボギーなし、アウト1バーディ、イン4バーディの通算13アンダーで単独首位を守った。最初はギャラリーが多くて落ち着かなかったが、6番の初バーディで落ち着き、上がり17番と18番で貯金を増やし、2位の尾崎直道に5打差を付けた。最終日には前日までのゴルフが嘘のように崩れ、16番までは辛うじて優勝の可能性があったが、17番でティショットをOBし、4打目も乗らず、寄らずのトリプルで尾崎直の逆転を許す3位に終わった。
1999年のフジサンケイクラシックでは3日目に快進撃を展開し、午前中はバーディ連取、午後も12番で直接イーグルを放りこんで一時は12アンダーにまで伸ばした。14番でついにボギーを叩くが、危なかった18番では長い8mのパーパットを決め、通算11アンダーで単独首位に立った。最終日は3打差をもってのスタートであったが、3番でボギー先行。アウトは1つ落としたが、インに入ってから10番、11番とバーディも15番でボギー。名物ホールの16番ではセカンドショットが大きく左に曲がったが、OBゾーンへ跳ねたボールは立木に当たって嘘のようにラフへ戻り、乗るか乗らないかが分かれ目の17番を1オン。後は追いかけてくる選手もいない状況で18番は安全に3オンのボギー作戦を取り、貯金を生かした堅実なプレーで逃げ切って、プロ5年目で念願のツアー初優勝を手に入れた。
2005年には7年間維持したシードを失い、2006年からはチャレンジツアーに挑戦し、PGMシリーズ第5戦かさぎチャレンジでは初日に弟・豪と共に67で周り5位タイのスタートを決めた。
2012年のキヤノンオープンを最後にレギュラーツアーから引退し、現在はマハロゴルフスタジオ豊中店でレッスンを担当。

## 主な優勝
- 1996年 - NGAオープン
- 1999年 - フジサンケイクラシック